# Azzinate
Azzinate (franska: Azzinate (CR), Azzinate (Commune Rurale), arabiska: بني حرشن) är en kommun i Marocko.   Den ligger i prefekturen Tanger-Assilah och regionen Tanger-Tétouan-Al Hoceïma, i den norra delen av landet, 200 km nordost om huvudstaden Rabat. Antalet invånare är 4 895.